# Galovac
Galovac (it. Gallovaz) ist eine Gemeinde in Kroatien in der Gespanschaft Zadar.

## Lage und Einwohner
Galovac liegt zwischen der Küstenstadt Sukošan und dem internationalen Flughafen von Zadar bei Zemunik Donji.
Die Gemeinde hat 1234 Einwohner (Volkszählung 2011) und besteht nur aus der Ortschaft Galovac.